# Mitologia traco-dacă

## Mitologia dacică
Poporul trac era, după cum spune Herodot, "neamul cel mai numeros după inzi" și ocupa un spațiu vast din centrul și estul continentulului european. Din marea familie a tracilor se evidențiază dacii, numiți, tot de Herodot, "cei mai viteji și mai drepți dintre traci". Mitologia traco-dacă este una matură, bine închegată, cu un panteon restrâns, zeii fiind puțini, dar cu responsabilități bine definite. Dacii venerau un număr de 4–5 zei majori: zeul războiului, asemănător zeului grec Ares și probabil încă un număr restrâns de zei minori.Zeul prinicipal era Zalmoxis, Zeul nemuririi, fiind capul panteonului Dacic. Printre alții se numără și Gebeleizis, Zeul fulgerului, Pleistoros, Zeul Războiului etc.

### Obiceiuri și ritualuri
Dacii se considerau nemuritori, pentru ei moartea fiind doar o trecere de la lumea materială la cea spirituală, cea a morților, peste care guverna zeul lor Zamolxes. De aceea, înaintea unor războaie sau în timpul secetelor, ei trimiteau pe cel mai viteaz dintre tinerii daci ca sol la Zamolxes. Tânărul era ales în urma unor competiții. Istoricul Herodot povestește despre ritualul de trimitere al solului astfel: "...câțiva dintre ei, așezându-se la rând, țin cu vârful în sus trei sulițe, iar alții, apucându-l de mâini și de picioare pe cel trimis la Zamolxis, îl leagănă de câteva ori și apoi, făcându-i vânt, îl aruncă în sus peste vârfurile sulițelor. Dacă, în cădere, omul moare străpuns, rămân încredințați că zeul le este binevoitor; dacă nu moare, atunci îl învinuiesc pe sol, hulindu-l că este un om rău; după ce aruncă vina pe el, trimit pe un altul. Tot ce au de cerut îi spun solului cât mai este în viață." Se mai știe de asemenea despre daci, că atunci când este o furtună și tună și fulgeră, ei trag cu săgețile spre cer pentru a-și amenința zeul.

### Zei daci
Despre zeii daci se știu destul de puține lucruri, datorită faptului că înaintea cuceririi romane, pentru grecii antici și latinii, cultura și chiar existența poporului dac constituiau un mister. Vitejia ieșită din comun a daco-geților, i-a făcut pe unii greci să elaboreze ipoteza că zeul elen al războiului, Ares s-ar fi născut în Dacia.
- Zeii daci erau:
  - Gebeleizis - zeul suprem înaintea lui Zamolxes; zeul  tunetelor și al fulgerelor
  - Bendis - zeița pădurilor, a farmecelor, a vrăjilor și a lunii
  - Derzis sau Derzelas - zeul vigorii, al sănătății
  - Zamolxes - divinitatea supremă a dacilor, care a luat treptat locul lui Gebeleizis și a celorlalți zei
  - Pleistoros sau Pleistoi - Zeul războiului, asociat nu doar cu Dacii dar și cu Tracii, căruia i se aducea jertfe omenești.
  - Un zeu al războiului — Kandaon — (echivalent lui Ares sau Marte), căruia- dupa marturia lui Iordanes — geții îi jertfeau prizonierii prinși în război, "socotind ca zeul războaielor trebuie împăcat prin vărsare de sânge omenesc".
  - Dabatopienos - zeul metalurgiei[necesită citare]
  - Eitiosaros, despre care nu se știu prea multe informații;

### Zeii traci
- Bendis, zeiță a pădurii, prezentă și la daci
- Kotys sau Cottyto - zeița-mamă
- Heros - zeul lumii morților[necesită citare]
- Zibelthiurdos - zeul furtunii
- Sabazios - reînnoitorul în ciclul anotimpurilor și stăpânul ceresc al lumii, analog la greci cu Dionis, zeul vinului[necesită citare]
- Semele sau Zemelo - zeiță a pământului
- Xerxes - zeul recoltelor si a mancarii[necesită citare]